# Germán Rey Beltrán
Germán Rey Beltrán (Bucamaranga, Colômbia, 1956) é um psicólogo, jornalista, sociólogo e professor universitário colombiano que trabalha nas áreas de jornalismo, psicossociologia e nas relações entre cultura e desenvolvimento social e econômico. Foi assessor de Políticas Culturais do Ministério da Cultura da Colômbia e, em 2009, coordenou a produção do Compêndio de Políticas Culturais do país. Manteve uma coluna semanal sobre a produção televisiva colombiana no jornal El Tiempo e publicou cinco livros, entre eles Los ejercicios del ver: hegemonia audiovisual y ficción televisiva, em parceria com o filósofo colombiano Jesus Martín-Barbero, em 1999, e Impacto económico de las industrias culturales en Colombia, em 2002. Além disso, faz parte do Conselho Reitor da Fundación Gabriel García Márquez para el nuevo periodismo iberoamericano e da Rede Desenvolvimento e Cultura, que analisa a dimensão cultural dos fenômenos na América Latina e no Caribe. 

## Cultura como desenvolvimento humano
A importância da cultura para a concepção de desenvolvimento humano
Em um dos seus trabalhos principais, Germán Rey critica não apenas a concepção de desenvolvimento humano estabelecida por prescrições distintas de diferentes ramos do conhecimento, como também aquela que procura quantificá-lo por taxas comparáveis e manipuláveis por governos, entidades internacionais e companhias financeiras. Para ele, os países da América Latina foram especialmente prejudicados por essas visões quando passaram a adaptar-se e construir políticas públicas desenvolvimento de seus cidadãos a partir delas. Dessa forma, diz ele que "hubo una exagerada importación de propuestas y una débil recreación autóctona de ellas, porque la participación social cedió ante los paternalismos gubernamentales o porque los procesos de planeación solo consideraron versiones muy reducidas de lo cultural".
Sua argumentação é que a cultura exerce um papel importante da definição de desenvolvimento humano, na medida em que é por meio dela que as noções do que se entende por "desenvolvimento" das pessoas se modificam. Em um primeiro momento, elas diziam respeito a um crescimento social, econômico e moral medido por etapas - e cujos patamares mais elevados eram os europeus. Hoje, porém, as rupturas com os modelos eurocêntricos também podem ser compreendidas como desenvolvimento: Rey sustenta que, se os obstáculos ao avanço pelas fases de desenvolvimento eram entendidas como "barreiras", hoje eles são vistos como "oportunidades" para intervenções e ações sobre diferentes grupos sociais existentes. A partir da abordagem teórica da filósofa estadunidense Nancy Frazer, ele afirma que o desenvolvimento humano se trata do reconhecimento de atores invisíveis, processos em marcha e articulações viáveis que costumam cair no esquecimento, como são as lutas étnicas, raciais e de gênero.
Assim, ao invés de pensar em um espectro homogêneo de desenvolvimento humano, baseado em taxas, níveis e definições totalizantes (visando o bem-estar e a liberdade civil de todos), é necessário observar que, dentro da massa de indivíduos da sociedade existem diferentes atores, grupos e articulações que precisam ser reconhecidas para que elas também façam parte do projeto de desenvolvimento. Para Rey, "una de las experiencias más interesantes a las que se enfrentan hoy las propuestas de desarrollo es la existencia de mezclas, de sociedades cada vez mas heterogénas. Pero especialmente el reconocimiento de que para los proyectos de desarrollo es fundamental la consideración de las hibridaciones cuando en el pasado"". Essa mudança de percepção transformaria os indivíduos de "usuários" de intervenções para o desenvolvimento humano para "atores" distintos.
Rey ainda argumenta que a concepção de desenvolvimento humano foi se modificando ao longo do tempo a partir de ideias oriundas da "paisagem cognitiva" das entidades responsáveis por definí-la, sobretudo as Nações Unidas. Essas mudanças podem ser vistas nos relatos elaborados por essas organizações em diferentes países do mundo. Nos anos 1990, por exemplo, o Programa das Nações Unidas para o Desenvolvimento (PNUD), ainda numa amplitude global, centralizou sua atenção para um aspecto econômico da vida: a pobreza que, como consequências, dificulta a participação na vida pública, à educação de qualidade e o conhecimento de valores culturais. 
Em um segundo momento, o relato do desenvolvimento humano passou para a institucionalidade democrática, quando procurou se valorizar a consolidação da cidadania e o fortalecimento das democracias no mundo não apenas no sentido de liberdade de ir e vir, como também do poder político. Foi desse processo que surgiu o terceiro relato: o da participação, quando Germán já observa diferentes "relatos" sobre desenvolvimento humano a partir de culturas distintas. Nele se valorizou a expansão dos movimentos sociais, dos partidos políticos e das organizações não-governamentais internacionais. Na Colômbia, por exemplo, foi a época em que movimentos indígenas adquiriram reconhecimento de suas lutas contra o Estado e companhias transnacionais interessadas em suas terras. 
No quarto relato sobre o desenvolvimento, surgiu o tema da perspectiva de gênero, quando tiveram ênfase movimentos feministas dedicados a reivindicar espaços na política, na economia e na vida comunitária. Segundo ele, a emergência desse relato significou comoções culturais profundas, assim como no que elas resultaram – das mudanças nas estruturas familiares à valorização de culturas juvenis. Atualmente, temas como segurança, consumo e direitos humanos fazem parte da agenda de diversos países em seus relatos sobre desenvolvimento humano.

Relações entre cultura e desenvolvimento
Germán Rey – assim como Jesus Martín-Barbero – demonstra preocupação com a dimensão econômica que a própria concepção de cultura adquiriu para para medir o desenvolvimento humano das sociedades. Esse processo, para Barbero, faz com que o "desenvolvimento" siga sendo reconhecido por dimensões materiais, como o crescimento da produção. Isso faz com que a prioridade das sociedades seja apenas aspectos econômicos, deixando em segundo plano os possíveis e necessários reconhecimentos culturais. Novamente a América Latina foi prejudicada por esse fenômeno, porque os governos privilegiaram privatizações, flexibilizações trabalhistas e ajustes econômicos que aumentaram a exclusão escolar e o desemprego. 
Apesar disso, Rey é otimista: a sociedade moderna, pautada no conhecimento, na expansão do conhecimento e na infraestrutura de produção e de consumo, assim como o crescimento de movimentos socioculturais, deram outro peso para a cultura no desenvolvimento humano. No limite, a expansão da indústria cultural, ainda que dentro da esfera econômica, gerou empregos e deu dinamismo tecnológico ao mercado global.

## Políticas culturais na América Latina
No artigo que escreveu na introdução do Compêndio de Políticas Culturais do Ministério da Cultura colombiano, Germán Rey mostra que a América Latina passou por três fases institucionais de compreensão da cultura: no primeiro, do final do século XIX até o começo do século XX, os Estados tentaram construir instituições que atendessem aos campos das artes e dos patrimônios culturais. Foi o período em que se criaram os grandes museus da região, assim como bibliotecas e entidades de promoção à arte que ligaram o Estado a uma elite intelectual.
Já no século XX, o conflito retórico – e em alguns casos armado – entre conservadores e liberais fez com que se tornasse importante criar acervos culturais, fato que também distanciou a produção artística, literária e musical da Igreja Católica. Para Germán Rey, foi o período em que a América Latina chegou à modernidade. Reprimida e cada vez menos hegemônica, a Igreja escolheu se aliar ao movimento conservador contra as ideias laicas e pluralistas de cultura dos liberais. Neste momento, cabe situar, começam os esforços para aproximar a cultura dos setores mais pobres. 
No terceiro, já na metade do século XX, os meios de comunicação de massa, as transformações da educação, o crescimento da mobilidade social e consequentemente das cidades mudou a compreensão sobre cultura, agora entendida como política pública. Explica o autor: "Ya no se trataba de cultura en mayúsculas, sino de culturas que se entremezclaban y diferenciaban; ya no se asimilaba la cultura solamente a las artes, sino también a las fiestas, la gastronomía y las manifestaciones populares". É dessa última concepção que surge o conceito de políticas culturais tal como ele é entendido e aplicado hoje pelos governos, entidades e grupos comunitários latino-americanos.
Em resumo, para Germán Rey, as políticas culturais precisam: a) atender a diferentes âmbitos ou campos de cultura; b) integrar diversos mecanismos de intervenção do Estado; c) possibilitar o acesso de várias camadas da sociedade a diversas formas de cultura; d) ser públicas e não estatais, o que significa dizer que devem ser acessíveis a todos, mas nem sempre planejadas pelo Estado; e) buscar a autonomia de manifestações culturais regionais e locais e f) promover a participação de todos os atores em sua construção. 
Em abril de 2016, em entrevista ao jornal brasileiro O Povo, Rey afirmou que a aplicação das políticas culturais na América Latina permitiu a diminuição de problemas comuns da região, como os índices de miséria e a inserção de um maior número de indivíduos à assistência estatal, mas, por outro lado, não modificou panoramas como os da violência e das agressões aos direitos humanos:
"Hoje a democracia se realizaria também no entorno dos direitos culturais. Bem, as políticas de desenvolvimento para nossos países, acredito que são contraditórias. Por um lado, permitiram certos avanços, mas por outro não conseguiram deter alguns dos problemas mais fundos com os quais vive América Latina, como a violência, a insegurança, a questão dos direitos humanos, os problemas no meio ambiente, as crises de convivência, a exclusão da participação dos habitantes das cidades na vida cotidiana urbana. São problemas que não foram completamente superados. Mas creio que se podem apresentar alguns avanços em termos de diminuição dos índices de miséria, aumento do acesso dos cidadãos a certos serviços básicos, o crescimento de alguns países na educação universal, laica e gratuita, a transformação dos papéis de gênero e particularmente da mulher na vida social e econômica. São alguns dos aspectos que mostram avanços mas, em muitos casos, a América Latina é um laboratório das incertezas, conflitos e respostas atrasadas" (O POVO, 25 de abril de 2016).

## Comunicação na América Latina
Meios de comunicação na vida pública
Assim como já havia sido descrito por diversos autores da teoria da comunicação ou da própria sociologia, como o alemão Jürgen Habermas, Germán Rey acredita que os meios de comunicação são atores fundamentais da vida pública. Em primeiro lugar, são eles que constroem as representações do social – fazendo circular pontos de vista e promovendo modos de interpretação sobre os fatos. Para ele, os meios de comunicação "oferecem alternativas de leitura, caminhos de compreensão e de deciframento dos problemas de uma sociedade, modos de entender os acontecimentos que nos rodeiam. Eles são pautas de interpretação que podem obedecer a padrões rígidos ou a relatos esteriotipados, que inclusive costumam oferecer às audiências distorções e fragmentações, com descontextualizações e temporalidades fugazes".
Em segundo lugar, os meios de comunicação são espaços sociais onde se contrastam opiniões e, portanto, há deliberação social. Na América Latina, especialmente, Rey observa que os veículos da imprensa também atuam como fiscalizadores do Estado e de práticas sociais, ora restringindo-os ora ampliando-os. Essa definição gera uma série de problemas, como a posição que os meios adquirem para narrar os acontecimentos, dar visibilidade a determinados atores sociais em detrimento de outros e a forma como fiscalizam os dispositivos que se propõem. 
Em terceiro lugar, os meios de comunicação criam a agenda de discussão pública, intervindo diretamente na aparição ou no desaparecimento de assuntos relevantes para a sociedade. Assim, "os meios não são apenas importantes pelo que dizem, mas também pelo que não dizem, pelo que minimizam, deixam de lado, passam a um segundo plano de sua atenção e, portanto, de sua divulgação social". Agindo dessa forma, os veículos interferem na percepção do que é público e do que não é. A "visibilidade", um conceito importante nas reflexões de Hannah Arendt, pois é a partir dele que se estabelece as distinções entre público e privado, é construída a partir da abordagem dos meios de comunicação. 
Críticas à parte, os meios de comunicação, em quarto lugar, oferecem um espaço de mediação social que amplia o âmbito público – algo importante em sociedades sem instituições mediadoras de deliberação entre os cidadãos. O problema dessa posição é que, principalmente nestes casos, os veículos de informação contribuir para expandir a desinstitucionalização da sociedade, na medida em que se tornam os juízes, fiscais ou definem as relações entre as pessoas e o Estado. Assim, tomam para eles as responsabilidades das instituições que, no projeto democrático, deveriam ser de agências estatais. Na América Latina isso é visível em lugares distantes das capitais, onde meios como o rádio ocupam os espaços onde o Estado deveria mediar as relações entre as pessoas e com ele próprio. 
Em último lugar, Rey diz que os meios de comunicação tendem a modelar o público segundo suas próprias percepções, influenciando outras áreas da sociedade, como a própria atuação do Estado.
Na América Latina, todos esses fatores estão presentes no desenvolvimento dos meios de comunicação: eles têm sido cada vez mais privatizados e desenvolvidos em escalas industriais na região. Além disso, a perseguição a jornalistas pelo Estado, pelo tráfico de drogas ou por outros grupos sociais e a constante troca de informações por financiamentos de várias ordens prejudica o papel exercido pelos veículos de imprensa latino-americanos. Para Rey, ainda há a questão de como a comunicação é usada pelos governos para construir imagens planejadas de suas gestões e esconder problemas e incoerências. Nesse sentido, ele concorda com José Joaquín Brunner, que para quem a democracia é um "governo de opinião" que não se dá necessariamente no plano real, mas no simulacro que pretende criar.
Os meios de comunicação latino-americanos também são estruturados em uma lógica comercial, fazendo com que as narrativas informativas se confundam com interesses corporativos e, segundo sua abordagem teórica, a mediação e modelação do público sejam feitas por dispositivos de mercado. O problema disso é que, atuando a partir dos objetivos econômicos de corporações, os veículos de imprensa deixam de ter condições de mediar um bem público como a informação, gerando uma tensão entre o "público" e o "privado". A questão passa, então, a ser encontrar uma solução entre a lógica de operação dos mercados e a fidelidade dos meios de comunicação à sua "obrigação pública". 
Rey também procura discutir a forma como os meios de comunicação latino-americanos inserem temas locais na agenda mundial. Por um lado, esse processo pode ser benéfico para vários atores sociais que outrora estavam na obscuridade social, como as lutas indígenas espalhadas pela região que adquirem legitimidade mundial. No entanto, por outro, uma cultura mundial homogeneizada necessita de uma tradução simplificada dos complexos aspectos identitários de diferentes grupos sociais, como os mesmos indígenas, afetando sua produção cultural como um todo. Além disso, da mesma forma como os meios da América Latina precisam inserir seus aspectos culturais no mercado simbólico global, tem que importar produtos de outros países – sobretudo dos Estados Unidos. Isso afeta a criação cinematográfica, televisiva e musical latino-americanas, ainda que, para Rey, elas tenham conseguido manter-se próximas às suas condições locais e até continuar identidades nacionais.
A posição de domínio da informação pública faz também com que a política passe necessariamente pelos filtros dos meios de comunicação. Para Rey, esse fenômeno os coloca como únicos responsáveis pela mediação entre cidadãos e Estado e pela participação das pessoas na vida pública. Diz ele: "Para os políticos estar nos meios de comunicação é existir. Há então uma relação entre política e imagem, política e simulacro que aumentou a sua importância nos processos eleitorais ou inclusive em sua própria gestão governamental". 

Agenda pública para os meios de comunicação latino-americanos
Em Medios de comunicación y la vida pública, Germán Rey propõe a criação de uma agenda pública para os meios de comunicação latino-americanos que ajudariam a resolver alguns dos problemas detectados por ele:
- A ressignificação dos meios de comunicação como representação do social, fortalecendo a importância pública deles como promotores de interpretações, discursos e percepções da realidade;
- A expansão da interação entre meios de comunicação e organizações da sociedade civil, que ja permitem a convocação de manifestações sociais por meio das novas tecnologias em pouco tempo e que, no futuro, podem estabelecer uma nova configuração do público, envolvendo mais atores, mais temas e, consequentemente, mais debate;
- O desenvolvimento dos vínculos entre os meios de comunicação e as liberdades civis, em que estão associados os direitos da informação a outros direitos fundamentais do homem, como Rey trata em Cultura y Desarrollo Humano: Unas relaciones que se trasladan;
- A transformação da comunicação como instrumental político para ser uma mobilizadora da participação cidadã.

Questões colombianas
Como autor de algumas publicações do Centro Nacional de Memoria Historica da Colombia, Rey também reflete sobre as dificuldades da prática jornalística na América Latina e especialmente no seu país, onde a guerra entre as Forças Armadas Revolucionárias da Colômbia (FARC), o tráfico de drogas e o Estado e resultaram em diversas perseguições e mortes de jornalistas e atentados contra veículos de imprensa. Ele acredita que há uma tensão constante entre a liberdade de imprensa formal, estabelecida pelo Estado, e a real, em que os profissionais vão a campo. Neste segundo caso, existem diversas restrições ao exercício do jornalismo.
Segundo dados do CNMH, entre 1977 e 2015, 152 jornalistas foram assassinados na Colômbia. Em entrevista ao periódico Silla Vacía, em 2016, Rey afirmou que um dos motivos para os números preocupantes da publicação é que a liberdade de imprensa na Colômbia não é entendida como uma liberdade social. Isso acontece, segundo ele, porque o jornalismo se tornou um poder, perdendo a confiança de grande parte da população. Essa mudança fez com que os veículos da imprensa se aliassem a políticos e interesses financeiros específicos, deixando de mediar a informação como um bem público. Dessa forma, os constantes fechamentos de redações, demissões em massa de jornalistas e a crise financeira dos jornais seria apenas uma expressão da falta de confiança social nos meios:
"O que está en entredicho es el sentido, el significado social del papel de los medios en las sociedades contemporáneas. Si no se reinventan los medios serán como peces que ya no tienen agua" (SILLA VÁCIA, 8 de maio de 2016)"